# Szijártó Ernő
Szijártó Ernő (Győr, 1945. január 6. – Győr, 2022. június 20.[forrás?]) MAFOSZ ezüstdiplomával díjazott magyar fotóművész.

## Pályafutása
A gimnáziumi érettségit követően nyomdásznak tanult és mint betűszedő, korrektor és könyvtervező dolgozott 39 éven keresztül a szakmában. 1978-ban Győr-Sopron megye legnagyobb példányszámú lapjánál, a Kisalföld napilapnál szervezett Újságíró Stúdión két éven keresztül folytatta tanulmányait.
Sorkatonai szolgálata alatt – 1967-ben – egy két hónapos képzés keretein belül ismerkedett meg a meg a fényképezés technikai alapjaival. Mestere tanítása szerint (Szijártó Ernő saját szavaival): „...nem baj, ha többször is leejtem a gépet, csak a kép jó legyen! A gépet sohasem ejtettem le, sok rossz képet készítettem, de amelyik sikerült, annak egy része a kiállításon látható.” Sorkatonai szolgálatának letöltése után vásárolt egy tükörreflexes fényképezőgépet, hogy saját ötleteit valósítsa meg. 1970-ben lépett be a Győri Fotóklubba, ahol rengeteg tapasztalt fotóművésztől tanulhatott. Leginkább az emberábrázolás témái jellemzőek munkáira. 1971. óta rendszeresen jelennek meg képei külföldi és magyarországi kiállításokon egyaránt, illetve nyomdai munkák és könyvek illusztrációjaként. Három képe került be mint „örökös darab” a Magyar Fotográfiai Múzeumba.

## Díjai
- 2003. Ezüstdiploma – Magyar Fotóművészeti Alkotócsoportok Országos Szövetsége[1]

## Kiállításai[6]

### Önálló kiállítások
- 1974 Műcsarnok, Győr
- 1975 Tanácsakadémia, Veszprém
- 1975 Flesch Károly Művelődési Ház, Mosonmagyaróvár
- 1975 Salgótarjáni Fotógaléria
- 1976 Győri Újságíró- és Jogászklub
- 1987 Városi Művelődési Központ , Mosonmagyaróvár
- 1993 Petőfi Sándor Művelődési Ház, Győr
- 1995 Árkád Presszó – Városi Önkormányzat, Pápa
- 1998 „Kérdések Hálózata” Balázs Béla Művelődési Központ, Győr
- 2001 „A Város Peremén” Arany János Vasutas Művelődési Ház, Győr
- 2003 Városi Művészeti Múzeum, Győr
- 2007 VOKE Arany János Vasutas Művelődési Ház, Győr
- 2018 VOKE Arany János Vasutas Művelődési Ház, Győr[7]

## Külső hivatkozások
- Szijártó Ernő képei a Panoramio-n
- Szijártó Ernő a Győri Fotóklub Egyesület honlapján Archiválva 2017. március 18-i dátummal a Wayback Machine-ben